# Bout-du-Pont-de-Larn

Bout-du-Pont-de-Larn este o comună în departamentul Tarn din sudul Franței. În 2009 avea o populație de 1.040 de locuitori.

## Evoluția populației
| An        | 1975 | 1982 | 1990  | 1999  | 2006  | 2009  |
| --------- | ---- | ---- | ----- | ----- | ----- | ----- |
| Populație | 538  | 759  | 1.053 | 1.070 | 1.046 | 1.040 |